# Slim Whitman
Slim Whitman, (Tampa, 1923. január 20. – Orange Park, 2013. június 19.) amerikai country énekes, dalszerző.

## Pályafutása
Slim Whitman eleinte nem tudott megélni a zenéből, ezért részmunkaidős állást vállalt egy postán. Az 1950-es évek elején megváltozott helyzete, miután felvette Bob Nolan „Love Song of the Waterfall” című slágerének egy verzióját, amely bekerült a country zenei top 10-be. Következő kislemeze a Rose-Marie operettből az „Indian Love Call” volt, mely a country zenei toplisták második helyére került; az Egyesült Államok popzenei toplistáján pedig a top tízbe. Több mint egymillió példány kelt el belőle.
A Rose-Marie című dal volt Slim Whitman legnagyobb sikere. De voltak mások is, például az „Indian Love Call”, a „Secret Love” és a „Love Song Of The Waterfall”.
Bár Slim Whitman amerikai volt, legnagyobb sikereit a brit listákon érte el.

## Diszkográfia
- 1965: Love Song Of The Waterfall
- 1966: More Than Yesterday (More Country Songs & City Hits)
- 1967: 15th Anniversary Album
- 1968: In Love The Whitman Way
- 1969: Happy Street
- 1971: Guess Who
- 1973: The Slim Whitman Story
- 1974: Happy Anniversary
- 1976: The Very Best Of Slim Whitman
- 1977: Red River Valley
- 1979: Ghost Riders In The Sky
- 1980: Songs I Love To Sing
- 1997: The Very Best Of – 50th Anniversary

## Díjai
- Hollywood Walk of Fame